# یواس‌اس کارولینای جنوبی (سی‌جی‌ان-۳۷)
یواس‌اس کارولینای جنوبی (سی‌جی‌ان-۳۷) (به انگلیسی: USS South Carolina (CGN-37)) یک کشتی بود که طول آن ۵۹۷ فوت (۱۸۲ متر) بود. این کشتی در سال ۱۹۷۲ ساخته شد.